# Acrobacia F3A
La acrobacia F3A es una disciplina dentro del campo del aeromodelismo. Básicamente, consiste en dibujar imágenes previamente descritas en un patrón de acrobacias. Para su calificación se exige la perfección, por lo que cada error, por más mímino que parezca, resta puntaje el cual es sobre 10 puntos.
La acrobacia F3A  es practicada en diversos países del mundo, desde Sudamérica hasta Europa.

## La FAI
Es la organización internacional encargada de diversos campos de la aviación, estando incluida dentro de estos el aeromodelismo, dentro del cual se encuentra la disciplina F3A.

## Calificaciones
Los criterios de calificación para estas maniobras se pueden encontrar en el "FAI SPORTING CODE" el cual se encuentra en la página oficial de la FAI: www.fai.org
- Datos: Q8187675